# Ланжевен, Эктор-Луи
Эктор-Луи Ланжевен (25 августа 1826 года, Квебек, Нижняя Канада — 11 июня 1906 года, Квебек, Квебек, Канада) — канадский политик, мэр Квебека. Является одним из отцов канадской конфедерации — принимал участие во всех трёх конференциях, предваряющих её образование.

## Биография
Эктор-Луи Ланжевен родился в семье Жана Ланжевена и Софи Лафорс. Он является потомком одного из солдат полка Каригана, прибывшего в Квебек в 1660-х годах. Семья долгое время занималась фермерством, пока отец Эктора-Луи не открыл магазин в Квебеке. 15 августа 1820 года он подтвердил свой социальный статус, женившись на дочери нотариуса. Эктор-Луи один из 13 детей в семье, при этом выжило только пятеро мальчиков и две девочки.
В 1847 году Ланжевен переехал с семьёй в Монреаль. В том же году он увлёкся законами и занимался под руководством Жоржа-Этьена Картье. Кроме того, он стал редактором еженедельной газеты Монреальской епархии, которая была подвержена влиянию консерваторов. Ланжевен интересовался политикой, он был сторонником объединения колоний Британской Северной Америки и противником радикализма и антиклерикализма. В 1849 году он ушёл из религиозной газеты, но остался на журналистском поприще.
В 1850 году Ланжевен стал членом гильдии, а на следующий год вернулся в Квебек. В 1856 году стал членом муниципального совета города, а в 1858 — его мэром, которым оставался до 1861 года. На посту мэра он занимался реорганизацией финансовой структуры города. Вопросы строительства железной дороги (North Shore railway), в частности конфликт с руководством другой железнодорожной компании, Grand Trunk, привели его к переходу на новый политический уровень.
Историки часто рассматривают Эктора-Луи Ланжевен в альянсе с двумя его старшими братьями, ставшими видными церковными деятелями. Этим они стремятся показать единство церкви и государства, существовавшее в Квебеке во второй половине XIX века.

## Политическая карьера
В 1858 году Ланжевен стал членом законодательного собрания провинции Канада. Со временем он перешёл от либерал-консерваторов к консерваторам, считая либерализм того времени излишне радикальным. Будучи членом последнего правительства объединённой Канады он участвовал в конференциях по созданию Канадской конфедерации. Он выполнял активную роль в создании Конституционного акта 1867 года и вместе с Жоржем-Этьеном Картье был политическим лидером Квебека.
В 1869 году Джон Александер Макдональд, который назвал Ланжевена "первоклассным администратором" (англ. a first-rate administrator), предложил ему пост министра общественных работ, на котором он оставался долгое время. В период с 1873 по 1878 год Ланжевен участвовал в судебном процессе, связанном с итогами выборов по его округу. В 1879 году Макдональд выделил из министерства общественных работ железные дороги и каналы. Под началом Ланжевена оставались общественные здания, порты, доки, драги, реки, федеральные дороги и телеграф.
За время работы на посту Ланжевен, сторонник централизованной власти, столкнулся с растущим национализмом в родном Квебеке. Он был вынужден решать вопросы связанные с движением французских метисов в Манитобе и судьбой Луи Риеля. Кроме того, остро стоял вопрос взаимоотношения церкви и государства.
В 1891 году Макдональда сменил Джон Эббот, который пообещал Ланжевену пост лейтенант-губернатора Квебека, но не выполнил своего обещания. Таким образом, Ланжевен сам ушёл с поста министра.